# Rhyphodon
Rhyphodon és un gènere extint de mamífers notoungulats de la família dels isotèmnids que visqueren a Sud-amèrica des de l'Eocè inferior fins a l'Oligocè inferior, fa entre 28,4 i 48 milions d'anys. Se n'han trobat restes fòssils a l'Argentina i Xile. Les espècies d'aquest grup no es diferenciaven gaire del seu parent proper Isotemnus. Devien ser animals herbívors de mida mitjana, si fa no fa igual de grossos que un gos. El crani feia més de 20 cm de llargada. El nom genèric Rhyphodon significa ‘dent engolidora’.